# Hypotéza otrubové vlákniny
Hypotéza otrubové vlákniny (v anglickém originále The Big Bran Hypothesis) je druhý díl první řady amerického televizního seriálu Teorie velkého třesku. V této epizodě hostuje herec Craig Duda. Režisérem epizody je Mark Cendrowski.

## Děj
Penny jde do práce a má jí přijít zásilka s částí nábytku. Dá svůj náhradní klíč Leonardovi se Sheldonem a poprosí je, aby zásilku vyzvedli a vynesli k ní do bytu. Vzhledem k nefunkčnímu výtahu se úkol zdá být složitějším, než byl na první pohled, přesto se nakonec povede. Jakmile oba přijdou do jejího bytu, Sheldon se vyděsí nepořádku, který tam najde. Začne tedy hned uklízet, což mu Leonard zakáže a oba byt opustí.
Uprostřed noci to však Sheldonovi nedá a do bytu se vydá znovu (zatímco Penny spí ve vedlejším pokoji). Leonard se ho opět snaží odvést pryč, nakonec mu však s úklidem pomůže. Penny se ráno probudí a rozzlobeně oba požádá, aby jí vrátili klíč od bytu. Po "rozhovoru" s Rajem si ale uvědomí, že to oba mysleli dobře a odpustí jim. Všichni čtyři kamarádi (včetně Howarda) pak Penny pomáhají s poskládáním nábytku.

## Obsazení
| Johnny Galecki | Leonard Hofstadter |
| Jim Parsons    | Sheldon Cooper     |
| Kaley Cuoco    | Penny              |
| Simon Helberg  | Howard Wolowitz    |
| Kunal Nayyar   | Raj Koothrappali   |
| Craig Duda     | doručovatel        |